# Туоро-суль-Тразимено
Туоро-суль-Тразимено (итал. Tuoro sul Trasimeno) — коммуна в Италии, располагается в регионе Умбрия, подчиняется административному центру Перуджа.
Население составляет 3546 человек, плотность населения составляет 64 чел./км². Занимает площадь 55 км². Почтовый индекс — 6069. Телефонный код — 075.
Покровителем населённого пункта считается Мария Магдалина, день памяти ежегодно празднуется 22 июля.